# Мусаев, Тамерлан Абдулганиевич
Тамерла́н Абдулгани́евич Муса́ев (род. 29 июля 2001, Султан-Янги-Юрт, Дагестан) — российский футболист, нападающий московского ЦСКА и национальной сборной России. Мастер спорта России (2025).

## Клубная карьера

### Начало карьеры
Родился в селе Султан-Янги-Юрт. Футболом начал заниматься в 10 лет в ДЮСШ города Кизилюрт. По национальности кумык.
В период с 2012 года по 2013 год выступал за академию хасавюртской «Победы». В 13 лет перешёл в академию московского ЦСКА в которой занимался до 2015 года. С 2015 до конца 2016 года был в академии московского «Локомотива». 2017 год провёл в школе московского «Торпедо».
В 2018 перешёл в академию «Анжи». С 2019 года стал выступать в молодёжном первенстве за команду махачкалинского клуба.
Первую половину сезона 2019/20 провёл в составе молодёжной команды тульского «Арсенала». Сыграл 18 матчей и набрал 11 очков по системе «гол+пас».

### «Балтика»
5 февраля 2020 года Тамерлан Мусаев присоединился к «Балтике» в качестве свободного агента, заключив контракт на 4,5 года. 2 августа 2020 года в матче ФНЛ против «Крыльев Советов» (0:0) он дебютировал за новый клуб, выйдя на замену в конце игры. В первом сезоне за «балтийцев» нападающий сыграл 13 матчей без результативных действий.
По возвращении из аренды в «КАМАЗе» Мусаев сменил в игровой номер с 60-го на 22-й. 6 апреля 2022 года в матче ФНЛ против «Алании» (0:3) Мусаев на 13-й минуте забил дебютный гол за «Балтику», а на 26-й минуте оформил дубль. 15 апреля в матче против клуба «Олимп-Долгопрудный» (0:2) нападающий оформил «гол+пас».
В сезоне 2022/23 «Балтика», вместе с Тамерланом Мусаевым в составе, стала серебряным призером Первой лиги, что позволило команде вернуться в РПЛ впервые за 25 лет. Нападающий провёл 29 матчей в Первой лиге, набрав 18 очков по системе «гол+пас» (9+9).
23 июля 2023 года дебютировал в РПЛ, выйдя с первых минут в матче против «Сочи». Первый гол в высшем дивизионе забил 6 августа 2023 года, принеся победу над воронежским «Факелом» (2:1). 31 октября 2023 года сделал дубль в ворота «Ахмата» (4:1) в рамках матча Кубка России по футболу.

#### Аренда в «Волгу»
17 февраля 2021 года на правах аренды перешёл в ульяновскую «Волгу». 4 апреля 2021 года в матче ПФЛ против «Тюмени» (2:0) он дебютировал за новую команду, выйдя на замену на 58-й минуте. 9 апреля 2021 года в матче ПФЛ против пермской «Звезды» (1:0) Мусаев забил дебютный гол за «Волгу». 4 июня в матче ПФЛ против «КАМАЗа» (4:0) россиянин, выйдя на замену на 75-й минуте, оформил «гол+пас». За время аренды в «Волге» Мусаев провел 12 матчей и отметился 4 забитыми мячами.

#### Аренда в «КАМАЗ»
8 сентября 2021 года был арендован клубом «КАМАЗ». 11 сентября в матче ФНЛ против «Оренбурга» (0:4) Мусаев дебютировал за «автозаводцев», выйдя на замену на 79-й минуте. 27 октября 2021 года в матче группового этапа Кубка России против «Урала» (1:0) нападающий забил дебютный гол за «КАМАЗ». 16 декабря 2021 года соглашение аренды было расторгнуто. Суммарно за команду сыграл 17 матчей и забил 1 гол.

### ЦСКА (Москва)
19 декабря 2023 года Тамерлан Мусаев перешёл в московский ЦСКА, подписав контракт до конца сезона 2027/28. 2 марта 2024 года дебютировал за клуб в матче против «Оренбурга», на 81-й минуте забил гол. 7 апреля 2024 года в матче чемпионата России против «Факела» (4:1) Мусаев оформил «гол+пас». В своем первом сезоне в составе «армейцев» нападающий принял участие в 17 играх и записал на свой счёт 9 результативных действий (6 голов и 3 голевые передачи).
В первой половине сезона 2024/25 Мусаев возглавил список лучших бомбардиров чемпионата России по числу победных голов, записав на свой счет шесть решающих мячей. Всего он отметился 13 результативными действиями во всех турнирах (9 голов и 4 голевых передач). Однако, весной, после изменения тактической схемы Марко Николичем, результативность Тамерлана значительно упала, и он не забил ни одного гола в чемпионате. 14 мая 2025 года в ответном матче финала «пути РПЛ» Кубка России против «Зенита» (2:0 в основное время, 4:3 в серии пенальти) Мусаев, выйдя на замену на 73-й минуте, сравнял счёт после подачи Данилы Кругового с углового. Гол перевёл игру в серию пенальти, где ЦСКА одержал победу и вышел в суперфинал турнира. По итогам сезона вместе с ЦСКА завоевал бронзовые медали чемпионата России. 1 июня 2025 года стал обладателем Кубка России.
12 июля 2025 года Мусаев стал обладателем Суперкубка России. 9 августа 2025 года в матче РПЛ он прервал свою безголевую серию, поразив ворота «Рубина» (5:1).

## Карьера в сборной
30 августа 2023 года получил вызов в сборную России (до 23 лет). Дебютировал в составе сборной 7 сентября 2023 года, выйдя с первых минут в товарищеском матче против олимпийской сборной Египта.
29 августа 2024 года впервые получил вызов в основную сборную России. 5 сентября 2024 года дебютировал за команду в товарищеском матче против сборной Вьетнама, отдав на 24-й минуте голевую передачу Далеру Кузяеву, а также забив гол на 77-й минуте.

## Статистика выступлений

### Клубная
| Выступление         | Выступление      | Выступление      | Лига | Лига | Кубки | Кубки | Итого | Итого |
| Клуб                | Лига             | Сезон            | Игры | Голы | Игры  | Голы  | Игры  | Голы  |
| ------------------- | ---------------- | ---------------- | ---- | ---- | ----- | ----- | ----- | ----- |
| Балтика             | ФНЛ              | 2020/21          | 12   | 0    | 1     | 0     | 13    | 0     |
| Балтика             | Первый дивизион  | 2021/22          | 11   | 6    | 2     | 0     | 13    | 6     |
| Балтика             | Первая лига      | 2022/23          | 29   | 9    | 0     | 0     | 29    | 9     |
| Балтика             | РПЛ              | 2023/24          | 18   | 2    | 7     | 2     | 25    | 4     |
| Балтика             | Итого            | Итого            | 70   | 17   | 10    | 2     | 80    | 19    |
| → Волга (Ульяновск) | ПФЛ              | 2020/21          | 12   | 4    | 0     | 0     | 12    | 4     |
| → Волга (Ульяновск) | Итого            | Итого            | 12   | 4    | 0     | 0     | 12    | 4     |
| → Балтика-БФУ       | Второй дивизион  | 2021/22          | 5    | 2    | —     | —     | 5     | 2     |
| → Балтика-БФУ       | Итого            | Итого            | 5    | 2    | —     | —     | 5     | 2     |
| → КАМАЗ             | Первый дивизион  | 2021/22          | 16   | 0    | 1     | 1     | 17    | 1     |
| → КАМАЗ             | Итого            | Итого            | 16   | 0    | 1     | 1     | 17    | 1     |
| ЦСКА (Москва)       | РПЛ              | 2023/24          | 12   | 5    | 5     | 1     | 17    | 6     |
| ЦСКА (Москва)       | РПЛ              | 2024/25          | 30   | 7    | 12    | 3     | 42    | 10    |
| ЦСКА (Москва)       | РПЛ              | 2025/26          | 5    | 1    | 3     | 1     | 8     | 2     |
| ЦСКА (Москва)       | Итого            | Итого            | 47   | 13   | 20    | 5     | 67    | 18    |
| Всего за карьеру    | Всего за карьеру | Всего за карьеру | 150  | 36   | 31    | 8     | 181   | 44    |

### Матчи за сборную
| Матчи и голы Мусаева за сборную России | Матчи и голы Мусаева за сборную России | Матчи и голы Мусаева за сборную России | Матчи и голы Мусаева за сборную России | Матчи и голы Мусаева за сборную России | Матчи и голы Мусаева за сборную России |
| №                                      | Дата                                   | Оппонент                               | Счёт                                   | Голы                                   | Соревнование                           |
| -------------------------------------- | -------------------------------------- | -------------------------------------- | -------------------------------------- | -------------------------------------- | -------------------------------------- |
| 1                                      | 5 сентября 2024                        | Вьетнам                                | 0:3                                    | 77′                                    | Товарищеский матч                      |
| 2                                      | 15 ноября 2024                         | Бруней                                 | 11:0                                   | 62′                                    | Товарищеский матч                      |
| 3                                      | 19 ноября 2024                         | Сирия                                  | 4:0                                    | —                                      | Товарищеский матч                      |
| 4                                      | 25 марта 2025                          | Гренада                                | 5:0                                    | —                                      | Товарищеский матч                      |

Итого: 4 матча / 2 гола; 4 победы, 0 ничьих, 0 поражений.

## Достижения
«Балтика»
- Серебряный призёр Первой лиги: 2022/23

ЦСКА (Москва)
- Бронзовый призёр чемпионата России: 2024/25
- Обладатель Кубка России: 2024/25
- Обладатель Суперкубка России: 2025
- Итого : 2 трофея